# 浴鹽
浴鹽是一种無機固體產品，用以添加到洗澡水中，具有促进清洁皮肤的效果。洗澡時，將浴鹽放入浴水中。由壓碎的水溶性礦物質（如氯化鈉）製成。 用於美容，沐浴享受，清潔，常出現於模仿自然溫泉的溫泉館中。
摩擦皮膚時也可用作磨砂膏。自古以來，在歐洲、美洲等地，就已在許多家庭中使用。
在歐美，有名為「浴鹽」的毒品，用浴鹽名稱模仿浴鹽性質以迴避《藥物管制法》的管制。。
主要成分包括：
- 硫酸鎂（瀉鹽）
- 氯化鈉（食鹽）
- 碳酸氫鈉（小蘇打）
- 六偏磷酸鈉（六偏磷酸鈉，非晶/玻璃狀偏磷酸鈉）

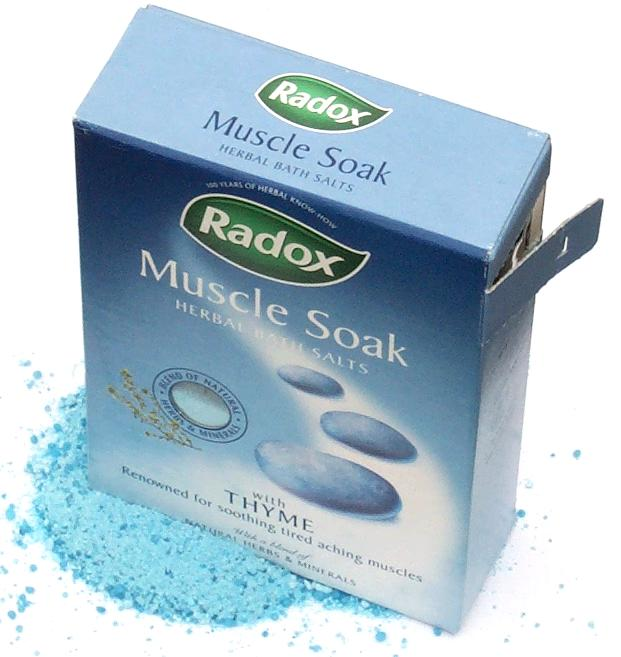
Radox公司的浴鹽

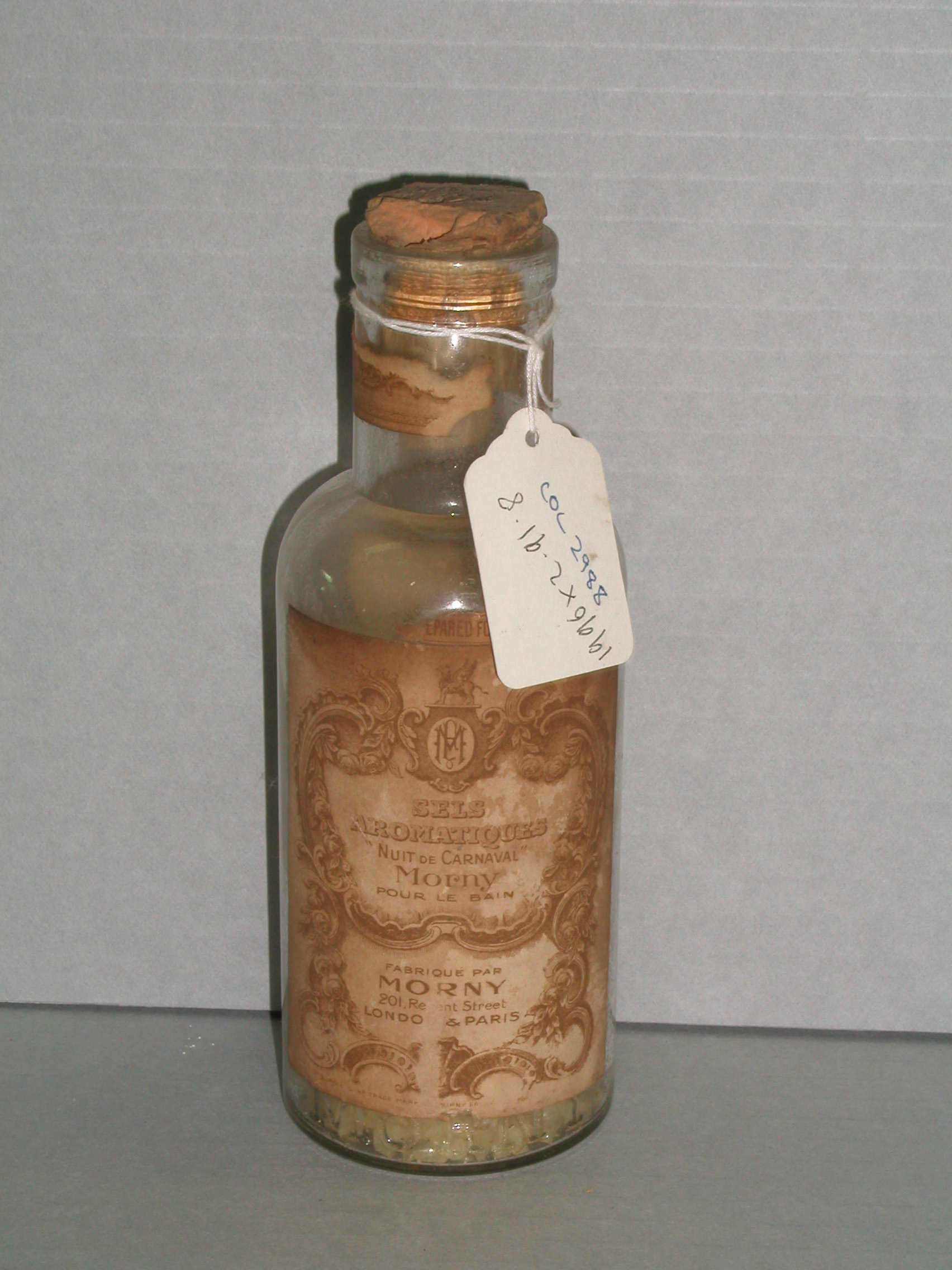
放入瓶子裡的浴鹽

- 鈉倍半
- 硼砂

## 歷史
浴鹽已有2700年的歷史，在中國就有古籍紀載編寫了各種浴鹽的提取及用法。在古希臘希波克拉底用浴鹽通過將患者浸入海水中治癒了各種疾病，並鼓勵他們的治療師使用鹽水。

## 效果
一些浴鹽（例如磷酸鹽）會浸潤並軟化皮膚，從而更容易使皮膚細胞脫落。